# 청계사 (의왕시)
청계사(淸溪寺)는 경기도 의왕시 청계동에 있는 조계종 소속 사찰이다. 1983년 9월 19일 경기도 문화재자료 제6호로 지정되었다.

## 개요
통일신라시대때 창건하여 고려 충렬왕 10년에 중창한 사찰로 이곳에는 조선 숙종 15년(1689)에 세운 청계사적기비가 있고 조선후기의 건물로 보이는 극락보전이 있다. 그외에도 종각, 삼성각, 지장전, 수각 등 3동의 요사를 비롯해 10채의 건물이 있으며 감로지 등이 자리잡고 있다.

## 지정 문화재
- 《사인비구 제작 동종 - 의왕청계사동종》 - 보물 제11-7호
- 《청계사소장목판》 - 경기도 유형문화재 제135호
- 《의왕 청계사 신중도》 - 경기도 유형문화재 제274호
- 《의왕 청계사 청계사사적기비》 - 경기도 유형문화재 제288호
- 《의왕 청계사 조정숙공사당기비》 - 경기도 문화재자료 제176호

## 사진

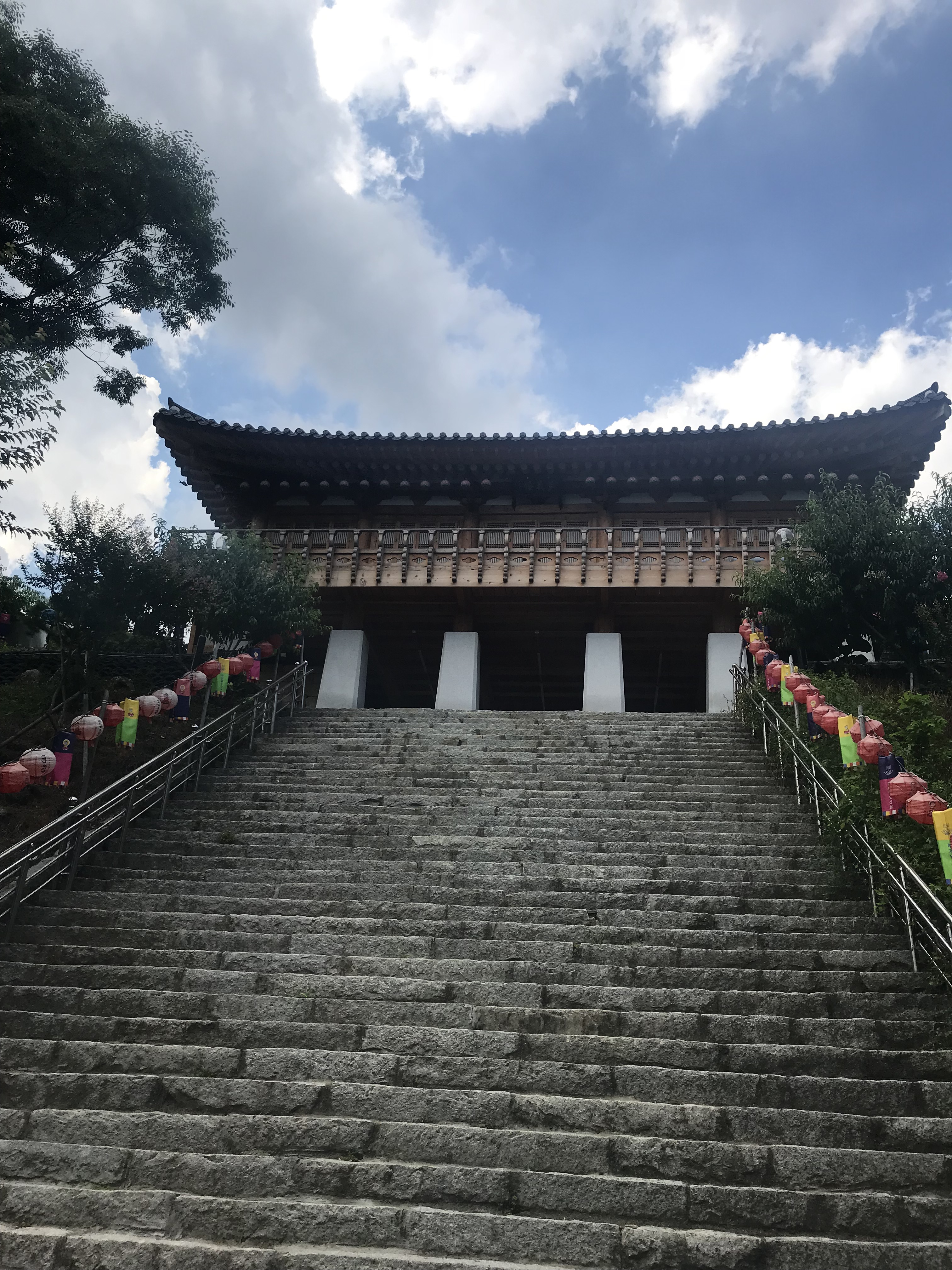
청계사의 모습
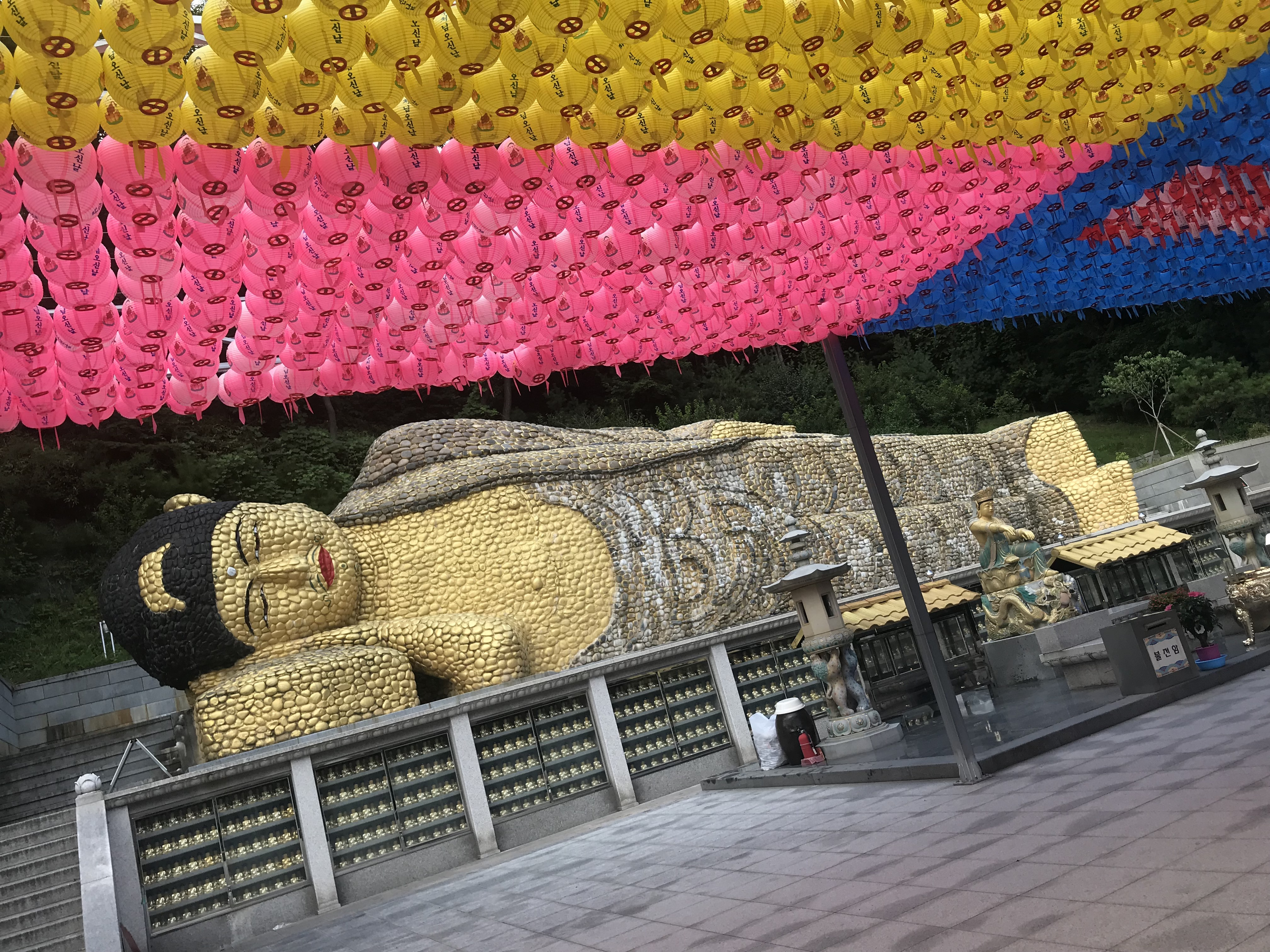
청계사의 모습
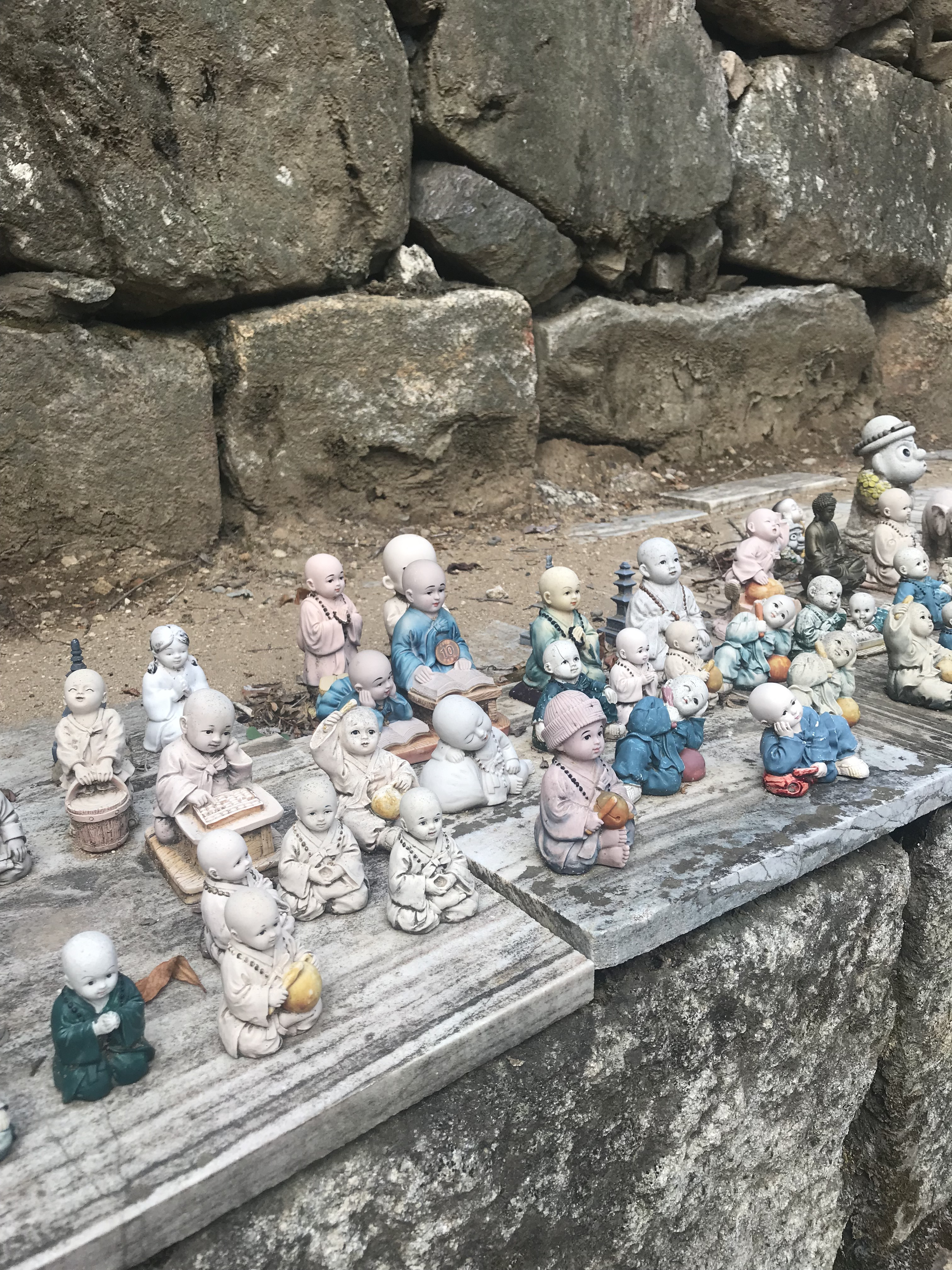
청계사의 모습
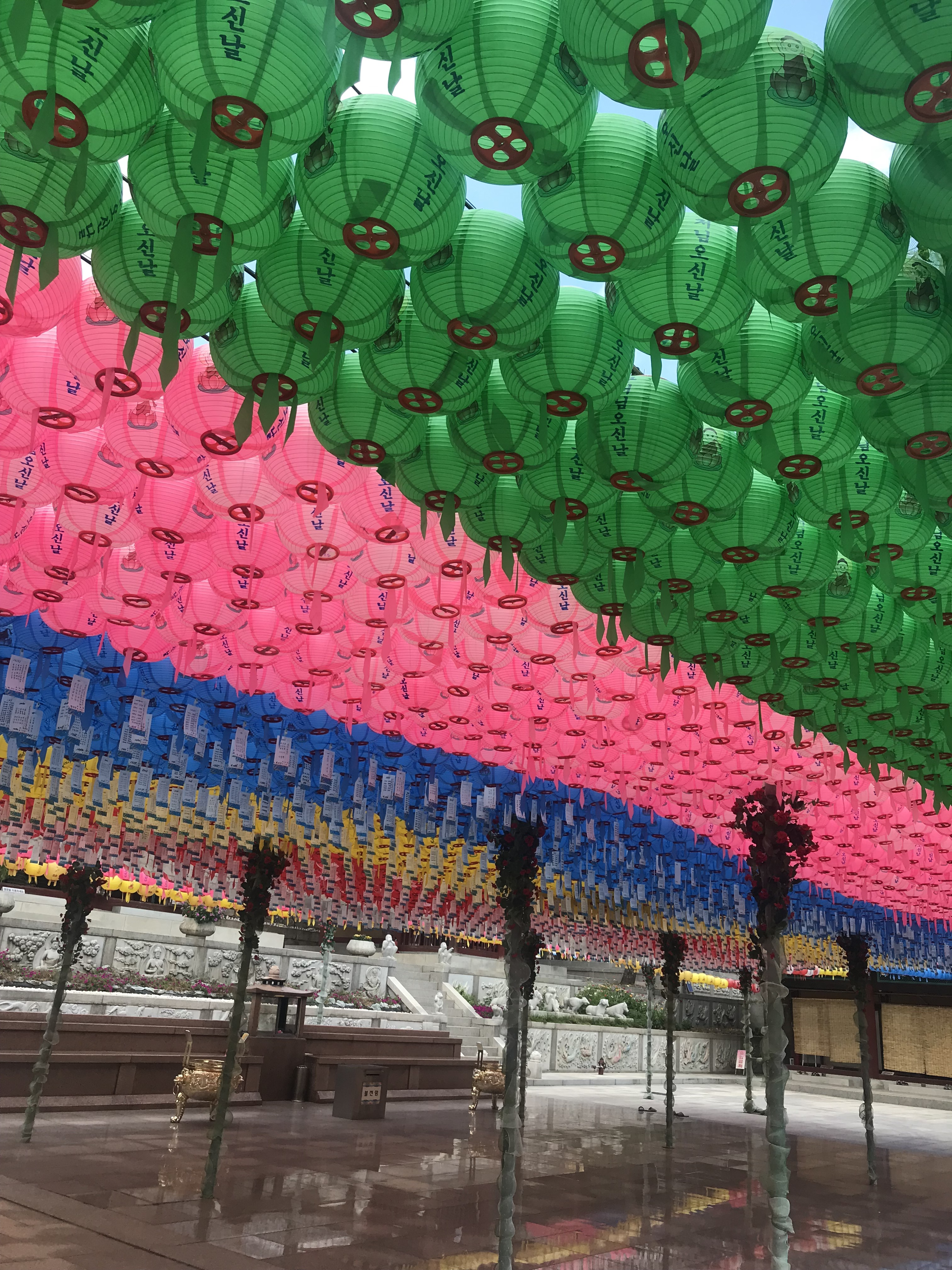
청계사의 모습
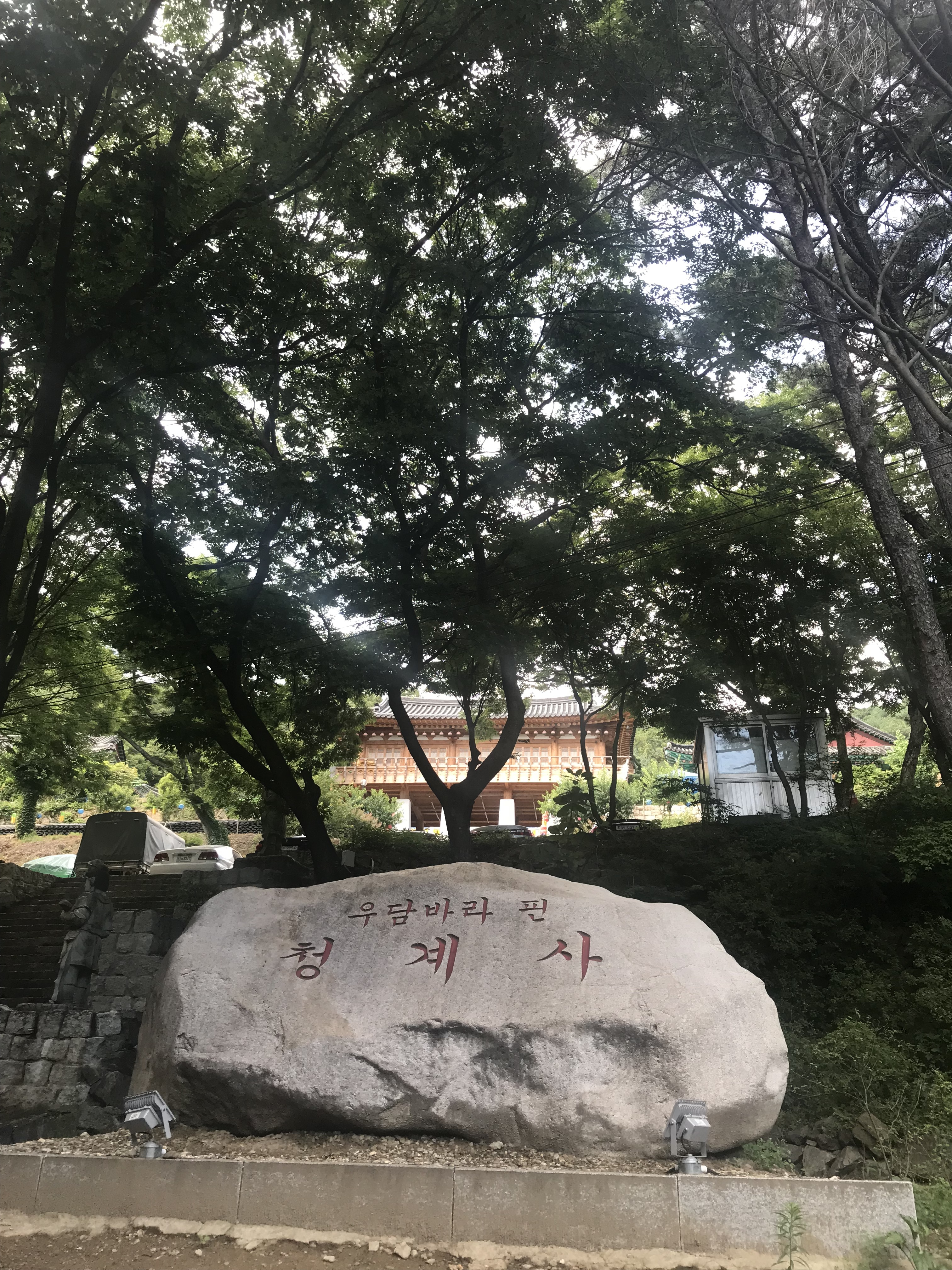
청계사의 모습
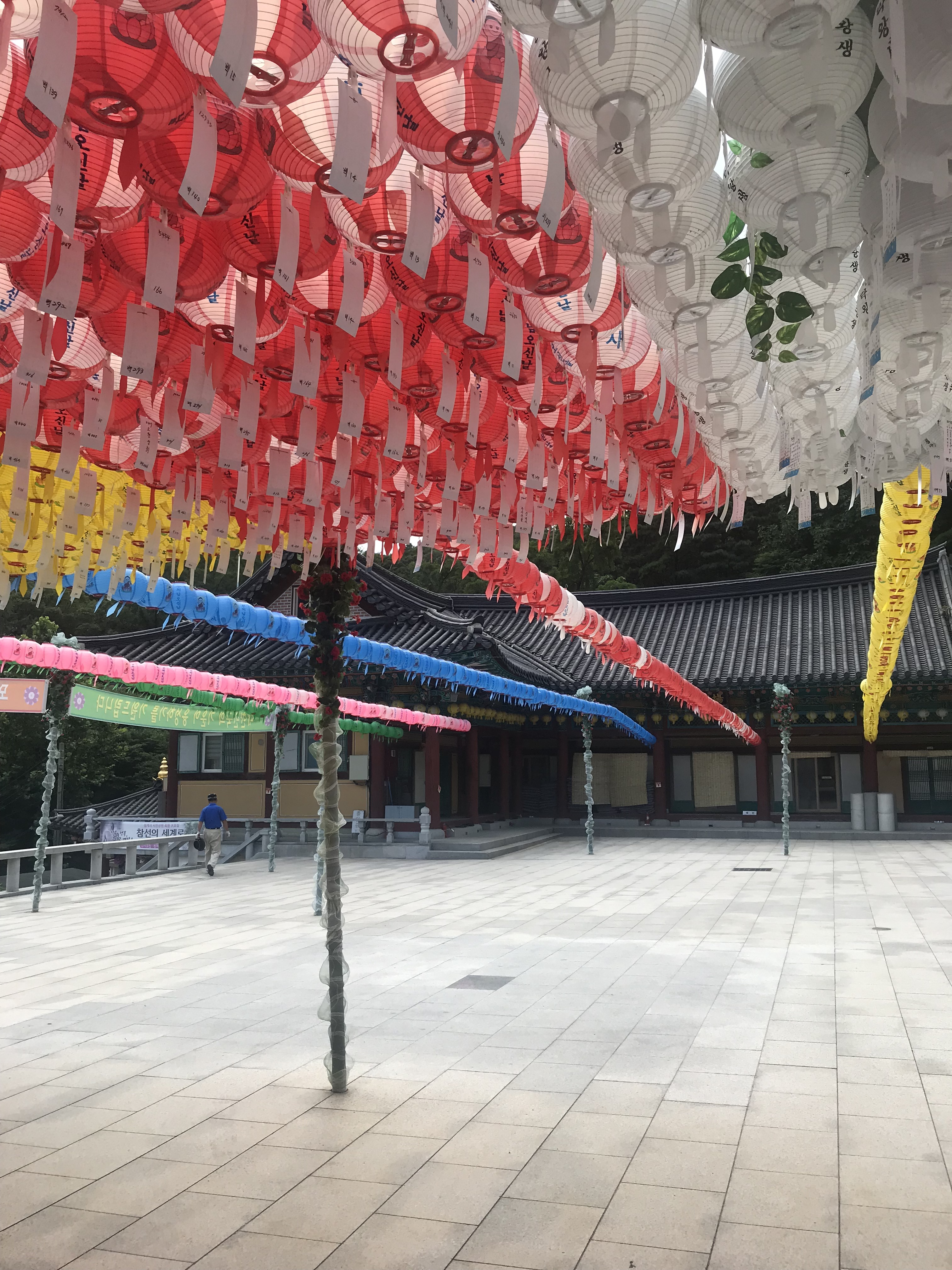
청계사의 모습
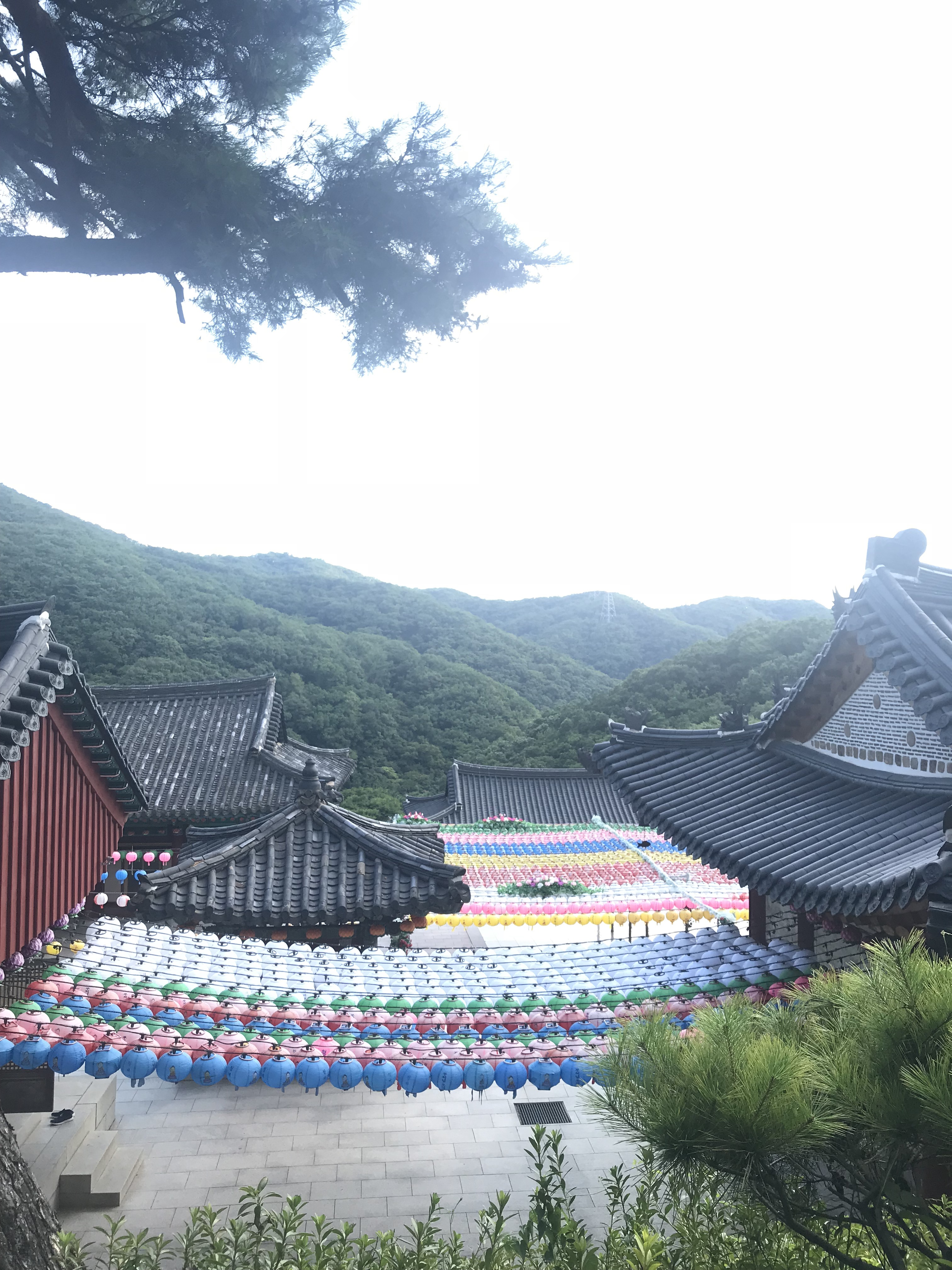
청계사의 모습
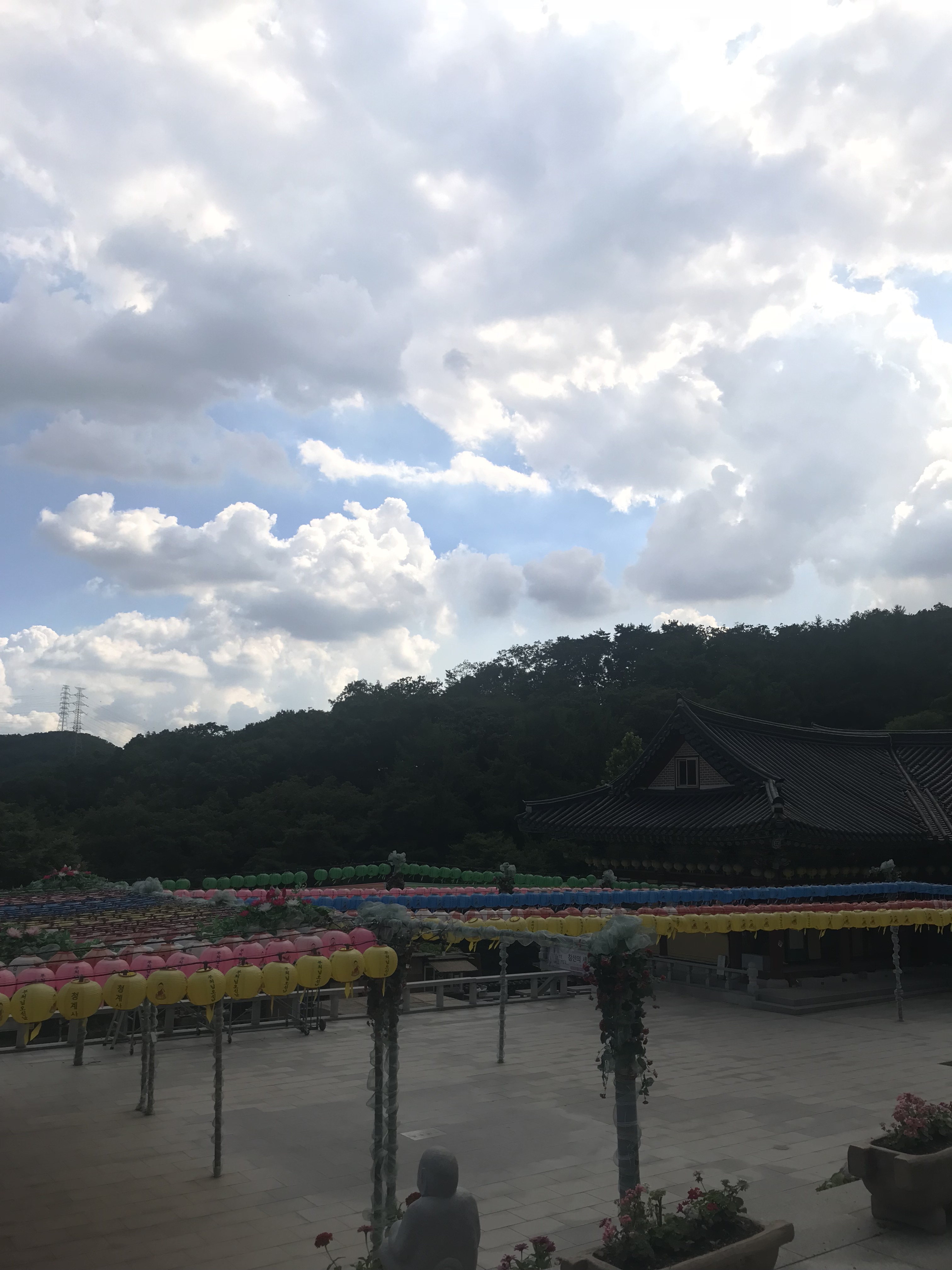
청계사의 모습
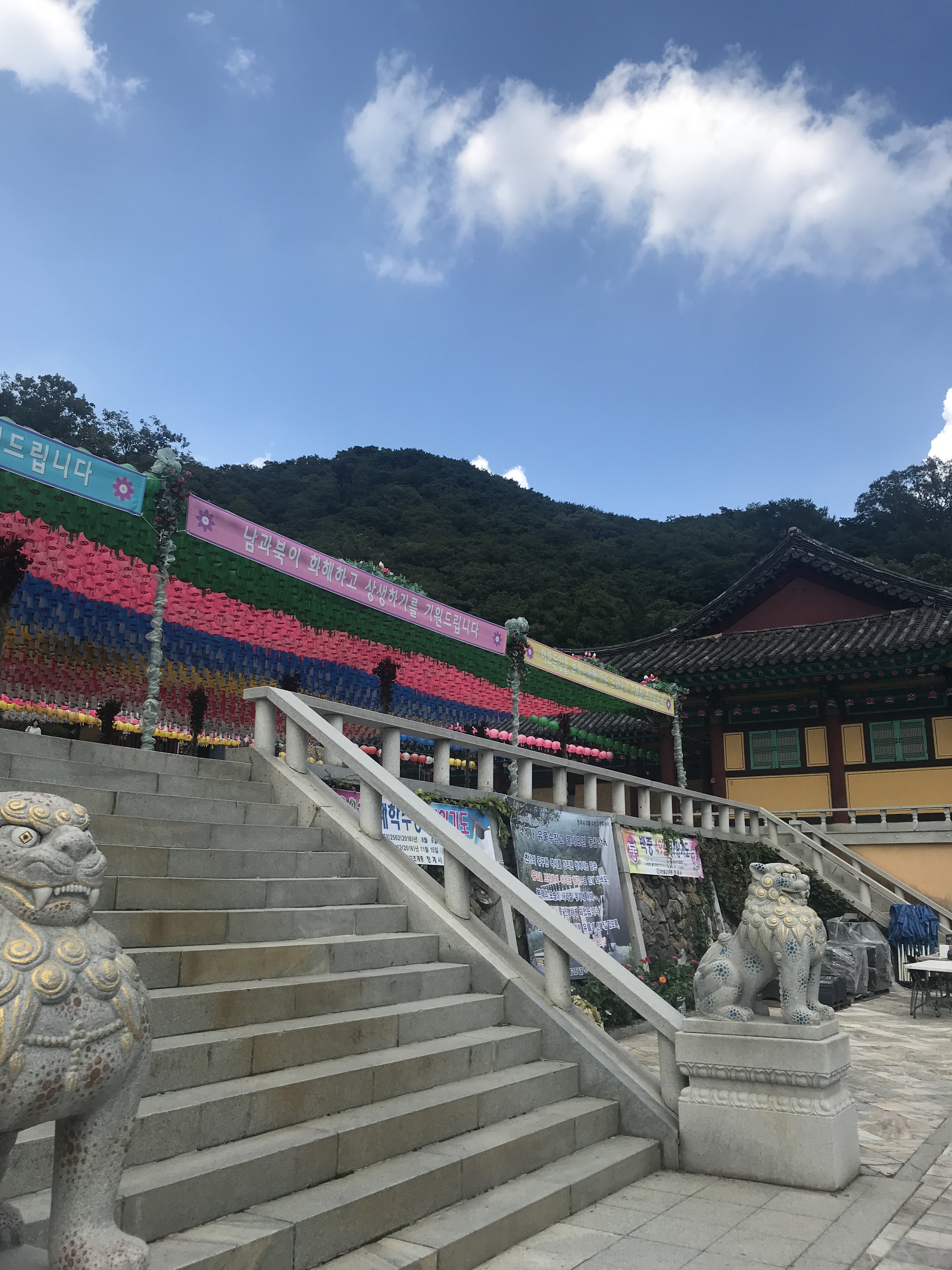
청계사의 모습
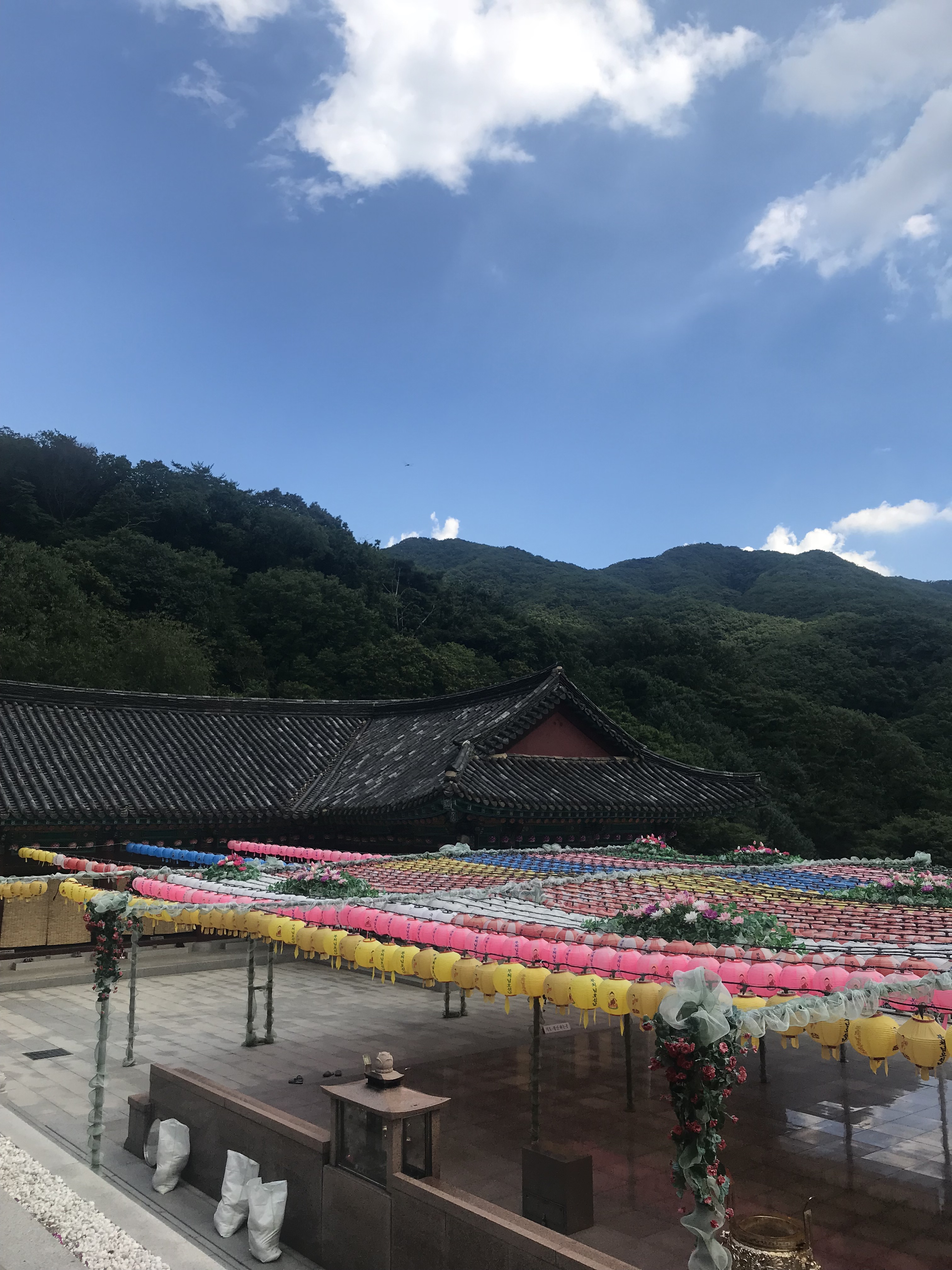
청계사의 모습
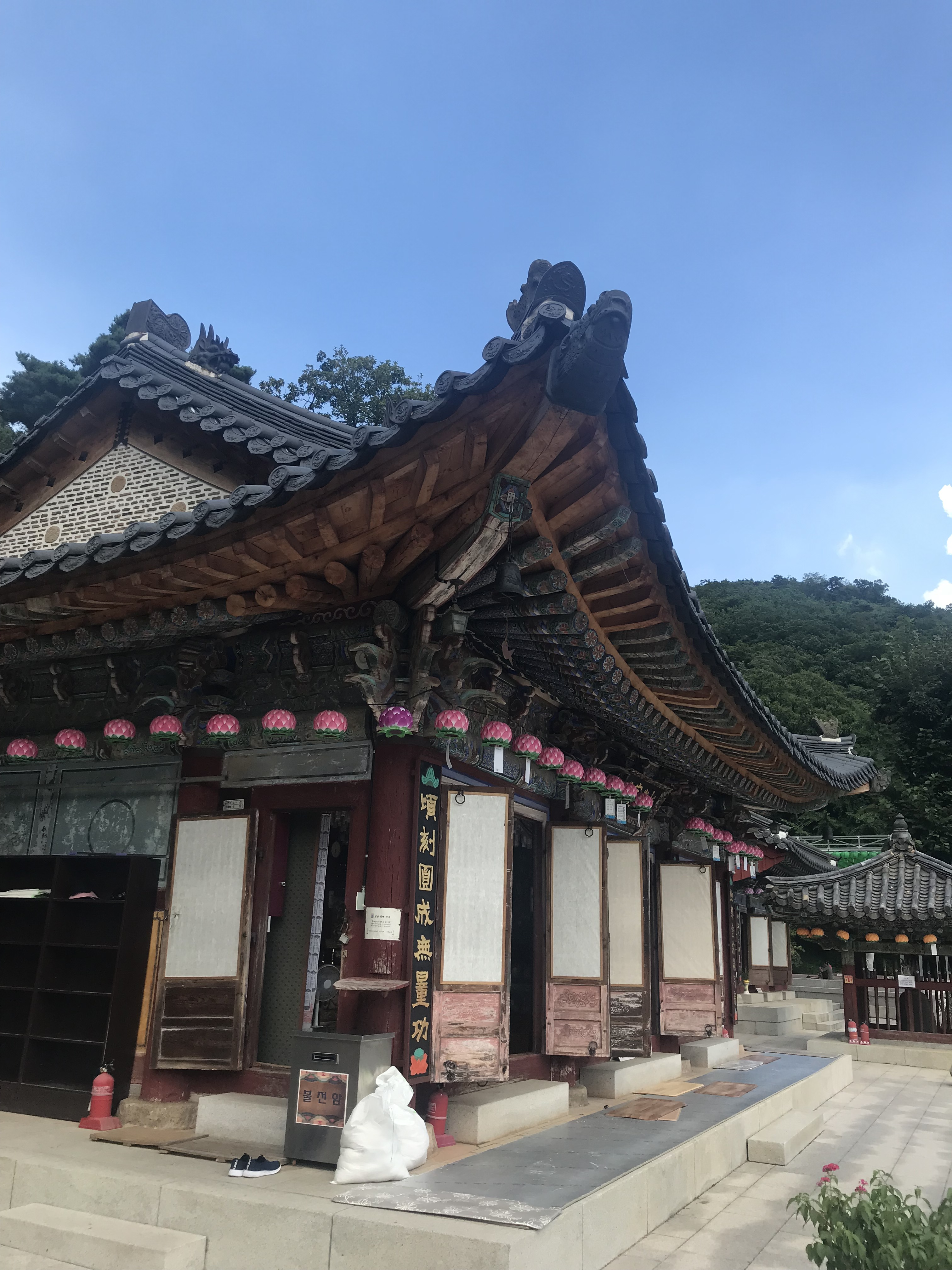
청계사의 모습
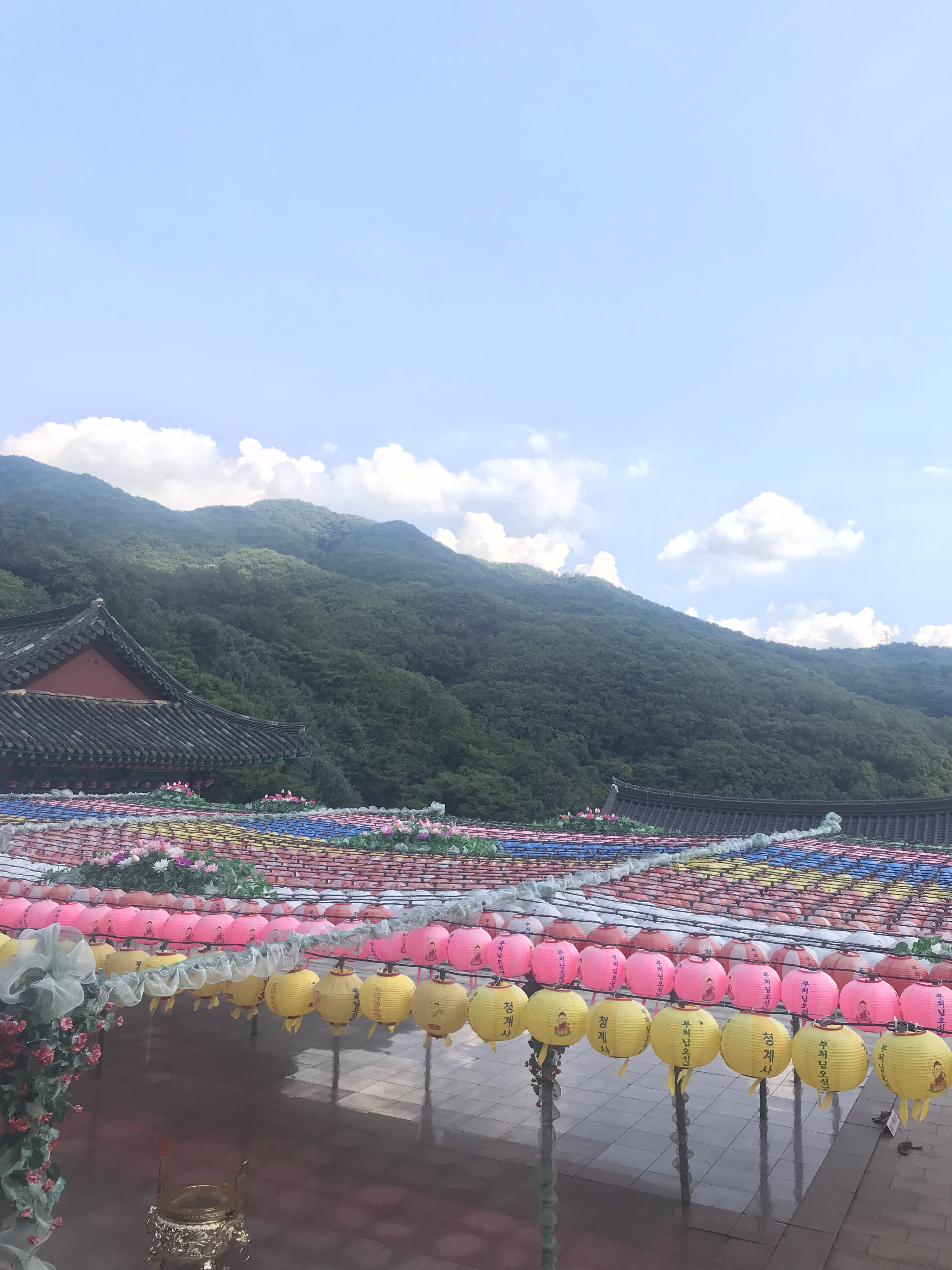
청계사의 모습

## 같이 보기
- 청계산 (경기/서울)
- 한국의 불교
- 경허

## 참고 자료
- 청계사 - 국가유산청 국가유산포털